# Giovanni Battista Deti
Giovanni Battista Deti (16 de fevereiro de 1580 - 13 de julho de 1630) foi um cardeal italiano, decano do Colégio dos Cardeais no último ano de vida.

## Biografia
Era parente da família Aldobrandini, tradicional família católica, sendo assim parente do Papa Clemente VIII. Foi chamado a Roma pelo Papa, junto com Pietro Aldobrandini.

## Vida religiosa
Em 3 de março de 1599, foi criado cardeal pelo Papa Clemente VIII, recebendo o barrete cardinalício e o título de cardeal-diácono de Santo Adriano em 17 de março. Passou para a diaconia de Santa Maria em Cosmedin em 15 de dezembro.
Em 6 de outubro de 1614, passa para a ordem dos cardeais-presbíteros e recebe o título de Santos Marcelino e Pedro.
Passou para a ordem dos cardeais-bispos e para a sé suburbicária de Albano em 7 de junho de 1623. Foi consagrado em 24 de junho, pelo cardeal Ottavio Bandini. Passou para a sé suburbicária de Frascati em 2 de março de 1626. Passa para a sé suburbicária de Porto e Santa Rufina, em 9 de setembro. Em 20 de agosto de 1629, torna-se Deão do Colégio dos Cardeais e cardeal-bispo de Óstia-Velletri.
Faleceu em 13 de julho de 1630, às 10 horas, após uma breve doença, em sua residência em Roma. O funeral teve lugar na basílica de Santos XII Apóstolos, em Roma e foi sepultado no túmulo de sua família na capela Aldobrandini na igreja de Santa Maria sopra Minerva.

## Conclaves
- Conclave de março de 1605 - participou da eleição do Papa Leão XI.
- Conclave de maio de 1605 - participou da eleição do Papa Paulo V.
- Conclave de 1621 - participou da eleição do Papa Gregório XV.
- Conclave de 1623 - participou da eleição do Papa Urbano VIII.